# Tartarocreagris attenuata
Tartarocreagris attenuata är en spindeldjursart som beskrevs av William B. Muchmore 200. Tartarocreagris attenuata ingår i släktet Tartarocreagris och familjen helplåtklokrypare. Inga underarter finns listade i Catalogue of Life.